# Elavally
Elavally es una ciudad censal situada en el distrito de Thrissur en el estado de Kerala (India). Su población es de 12819 habitantes (2011). Se encuentra a 16 km de Thrissur y a 80 km de Cochín.

## Demografía
Según el censo de 2011 la población de Elavally era de 12819 habitantes, de los cuales 5969 eran hombres y 6850 eran mujeres. Elavally tiene una tasa media de alfabetización del 96,43%, superior a la media estatal del 94%: la alfabetización masculina es del 97,87%, y la alfabetización femenina del 95,21%.